# Rózsás galamb
A rózsás galamb (Streptopelia mayeri) a madarak osztályának  galambalakúak (Columbiformes) rendjébe és a galambfélék (Columbidae) családjába tartozó faj.

## Rendszerezése
Korábban a Nesoenas nembe sorolták egyetlen odatartozó fajként Nesoenas mayeri néven.
Később átsorolták a valódi galambok közé, a Columba nembe, Columba mayeri néven.
Jelenlegi ismereteink szerint az óvilági gerlékkel áll legközelebbi rokonságban, így a Streptopelia nembe tartozik, ott azonban egy különálló alnembe, a Nesoenas alnembe tartozik.
Legközelebbi rokon fajai a madagaszkári gerle (Streptopelia picturata) és az 1700 körül kihalt réunioni rózsás galamb (Streptopelia duboisi).

## Előfordulása
Az Indiai-óceánnak egy szigetén, Mauritiuson honos. Csak a sziget déli és keleti részén található eredeti növényzetű esőerdőfoltokban található meg.

## Megjelenése
Testhossza 36-38 centiméter, 11 centiméter magas és 320-350 grammot nyom. Nyaka közepesen hosszú, feje testéhez képest elég kicsi. Tollazata fakó rózsaszín innen kapta a nevét. Szárnyai sötétszürkék vagy sötétbarnák. Farka rozsdavörös. Erős, enyhén hajlott végű csőrének töve piros, a hegye fehér.

## Életmódja
Táplálás vadonban
A rózsás galamb nagyon visszahúzódó faj ezért nagyon keveset látni. Virágokat, leveleket, hajtásokat és rovarokat fogyaszt. Ezek a madarak érdekes táplálkozó viselkedést mutatnak a földön, mozgatják és "lapozgatják" avart, annak érdekében, hogy megtalálják az élelmet és az apró köveket, ezeket zúza köveknek használnak.
Kiegészítő etetés
Mivel a rózsaszín galamb természetes élőhelye lecsökkent, a természetvédők úgy ítélték meg, hogy a természetes táplálékforrások nem elegendőek a vadállomány fenntartásához, illetve a sikeres tenyésztéshez és a fiókák felneveléséhez. Az MWF és más szervezetek kiegészítő etetőállomásokat építettek a madaraknak, amelyek olyan étrendeket kínálnak, mint például a teljes kiőrlésű búza. Annak megakadályozására, hogy más madárfajok kifosztják ezt a takarmányt, speciális etetőplatformokat terveztek, amelyek elsősorban a rózsaszín galambokhoz engednek hozzáférést. 

## Szaporodása
A galambokra jellemző rendetlen kinézetű fészküket gallyakból építi mindkét szülőmadár fák ágaira. A tojó kettő fehér tojást rak. A költésben és a fiókák felnevelésében mindkét ivar részt vesz. A hím nappal, a nőstény éjszaka és kora reggel ül a tojásokon. Gyakran szaporodhatnak, egy szezonban akár 5-10 tojást is rakhatnak; a szaporodás csak a vedlés alatt szünetel, amely lehet részleges vagy teljes testet érintő. 
A fogságbann tartott populációban több hím van, mint tojó, a hímek hosszabb élettartama miatt (ez kb. öt év). A vadonban viszont a tojóknak nagyobb az esélye, a hosszabb életre. Az élettartam különbség egyik oka az, hogy a petesejtek termelése anyagcsere szempontjából rendkívül megterhelő a madár számára és mivel a tojók szinte folyamatosan termelnek petéket (még akkor is, ha nem termékenyítik meg azokat, akárcsak a házi csirkék), ez nagy anyagcsere pluszt eredményezhet. A fogságban a hímek 17–18, a tojók 10–11 éves korukig termékenyek maradnak.

## Természetvédelmi állapota
Az európaiak letelepedését követően a faj állományai nagyon megritkultak.
A vadászat mellett a fő veszélyeztető tényezők az erdőirtás, valamint a szigeten megtelepített emlősök (házi patkány, jávai mongúz, elvadult macskák és jávai makákó) általi fészekrablás. Emellett a szigetre lecsapó hurrikánok is káros irányba befolyásolták a faj állományát.
1960-ban, 1975-ben és 1979-ben is súlyos viharok sújtották a szigetet, melynek során feltehetőleg rengeteg madár pusztult el.
Már 1830-ban nagyon lecsökkent a faj állománya. 
Az első állományszámlálás során, 1991-ben csak 10 szabadon élő egyedet sikerült összeszámlálni a sziget még meglevő erdőfoltjaiban.
A faj zárt téri tenyésztése az 1970'-es években kezdődött, ekkortól szaporítják a rózsás galambokat Mauritiuson és a Gerald Durrell által vezetett Jersey-i Állatkertben. Később más állatkertek (így a walrodei madárpark is) bekapcsolódott a szaporítási programba.
Mára fogságban nagyjából 150 egyed él.
Összehangolt tenyésztéssel próbálják meg megmenteni a fajt a teljes kipusztulástól. Európában az Európai Állatkertek és Akváriumok Szövetsége felügyelete alá tartozó Európai Veszélyeztetett Fajok Programja (EEP) keretében tenyésztik a faj egyedeit.
2001-ben indult egy visszatelepítési program Mauritiuson, melynek során öt különböző helyszínen 350 fogságban nevelt egyedet telepítettek vissza a szigetre.
A faj besorolása a Természetvédelmi Világszövetség Vörös Listáján továbbra is „veszélyeztetett” maradt, mivel szabadon élő egyedszáma még mindig kritikusan alacsony és a védelmi programot folyamatosan fenn kell tartani, elsősorban a visszatelepített madarak élőhelyeiről folyamatosan irtani kell az őket veszélyeztető emlős ragadozókat.
A védelmi programnak köszönhetően a faj egyedszáma annyira megnőtt, hogy 2018-ban visszaminősítették a „sérülékeny” kategóriába.

## Rózsás galamb a kultúrában
Gerald Durrell, Arany denevérek és rózsaszín galambok. E könyvében két expedícióját írja le az elbűvölő Mauritius szigetére és a környező szigetvilágba, ahol néhány, már csak itt élő veszélyeztetett állatfajt akar begyűjteni. 
Mauritiuson készítettek egy a Rózsás galambot ábrázoló postabélyegek sorozatot.

## Fordítás
- Ez a szócikk részben vagy egészben  a   Rosentaube című német Wikipédia-szócikk fordításán alapul.  Az eredeti cikk szerkesztőit annak laptörténete sorolja fel. Ez a jelzés csupán a megfogalmazás eredetét és a szerzői jogokat jelzi, nem szolgál a cikkben szereplő információk forrásmegjelöléseként.